# Audiomachine
Audiomachine (stylisé audiomachine) est un groupe américain de musique orchestrale fondé par Paul Dinletir et Kevin Rix en août 2005. 
Ce studio de musique de bande-annonce est situé à Santa Monica dans le comté de Los Angeles. Leur musique est spécialement composée pour les bandes annonces (trailers) de films et de jeux vidéo et les spots télévisés.
Ce style de musique orchestrale est similaire à celui d’autres grands groupes de compositeurs de musique de bande annonce de films : Immediate Music, X-Ray Dog, Two Steps from Hell, E.S. Posthumus, Brand X Music ou encore Epic Score.
La musique de très nombreuses bandes-annonces de films à succès a été composée par Audiomachine, par exemple des bandes-annonces d’Avatar, The Artist, Le Hobbit : la désolation de Smaug ou encore Star Wars, épisode I : La Menace fantôme (3D).

## Discographie
Leurs albums ne sont à l’origine pas disponibles dans le commerce, car ils s’adressent directement aux studios de cinéma.
Cependant, devant l’intérêt croissant des fans, Audiomachine a fait cinq albums publics sortis à partir de 2012 : Chronicles, Epica, Helios, Tree of Life, Existence. Certains de ces albums sont des compilations de leur meilleurs morceaux, d'autres sont devenus publics après avoir été destinés à l’industrie cinématographique.

## Albums
- Big, Big and Bigger (2005)
- Tools of the Trade 1 (2005)
- Atomic Music Station (2006)
- Trailer Acts (2006)
- Tools of the Trade 2 (2006)
- The Platinum Series I: Orchestral Themes (2007)
- The Lighter Side (2007)
- Blood, Death & Fears (2007)
- The Platinum Series II: Gladiators & Monsters (2008)
- Tools of the Trade 3 (2008)
- Terminus (2008)
- The Platinum Series III: Eterna (2009)
- Trailer Acts 2 (2009)
- Maelstrom (2009)
- The Platinum Series IV: Labyrinth (2010)
- Deus Ex Machina (2010)
- The Ensemble Series: Volume 1 (2010)
- Blood Bath and Beyond (2011)
- Drumscores (2011)
- Epica (2011, sortie publique en 2012)
- Tools of the Trade 4 (2012)
- Chronicles (compilation, sortie publique en 2012)
- Leviathan (2012)
- Helios (sortie publique en 2012)
- Awakenings (2012)
- Uplifting and Inspiration Volume One (compilation, sortie publique en 2012)
- Millennium (2013)
- Origins (2013)
- Tree of Life (compilation, sortie publique en 2013)
- Phenomena (2013, sortie publique en 2014)
- 50,000 Likes Fan Appreciation Compilation (compilation, sortie publique en 2013)
- Trilogy (EP, compilation des trois pistes utilisées pour les bandes-annonces de Le Hobbit : Un voyage inattendu et Le Hobbit : La désolation de Smaug, sortie en 2014)
- Existence (compilation des albums Millennium et Origins, sortie publique en 2013)
- Tools of the Trade: Tones, Textures and Transitions (2014)
- Monolith (2014)
- Phantasm (2014)
- Psychosis (2014)
- Remixed (remix de 17 titres phares, sortie publique en 2014)
- Champions Will Rise: Epic Music from the 2014 Winter Olympics (EP, compilation, sortie publique en 2014)
- Summer Blockbuster Volume 1 (compilation, sortie publique en 2014)
- Suspence and Horror Volume 1 (compilation, sortie publique en 2014)
- Intros (2015)
- Titan (2015)
- Magnus (compilation, sortie publique en 2015)
- Decimus (sortie publique en 2015)
- Prototype (2016)
- Magnus: B-Sides (compilation, sortie publique en 2016)
- Worlds of Wonder (2016, sortie publique en 2017)
- Drumscores 2 (2016)
- Tools of the Trade: Epic Spaces (2017)
- Tools of the Trade: Rises (2017)
- Tools of the Trade: Epic Foley (2017)
- Modern Tension: Cold Sweat (2017)
- Pulses: Palpitate (2017)
- Percussive Mayhem: Anarchy (2017)
- Eternal Rest (2017)
- Piano Premonitions: Parallels (2017)
- Life (sortie publique en 2017)
- Tools of the Trade: Submerged (2018)
- Tools of the Trade: Pings & Powerdowns (2018)
- Tools of the Trade: Scapes (2018)
- Chrome Over Brass (2018)
- La Belle Époque (sortie publique en 2018)
- Synesthesia (2018)
- Volturnus (sortie publique en 2018)
- The 11th Hour (2018)
- Percussive Mayhem: Odd Rhythms (2018)
- Kill Process (2018)
- The Wicked Will Rot (2018)
- Ascendance (sortie publique en 2018)
- Exogenesis (2018, sortie publique en 2019)
- Intros 2 (2018)
- Prototype: Source Code (2018)
- A Measure of Darkness (2018)
- Mental Minefield (2018)
- Banshee (2019)
- Retrograde (2019)
- Here and Now (2019)
- Burn Point (sortie publique en 2019)
- Another Sky (2019)
- Reimagined (2019)
- Nomad (2020)
- Chrome Over Brass 2 (2020)
- Percussive Mayhem: Modern Rhythms (2020)
- Prototype: Natural Selection (2020)

## Utilisations de leurs musiques
La musique d’Audiomachine a été utilisée pour plusieurs centaines de bandes-annonces, par exemple pour plus de 120 films en 2012. La liste ci-dessous donne quelques exemples ; une liste détaillée mais non exhaustive se trouve sur leur site officiel.
Leur musique est également utilisée pour des vidéos publicitaires et Paul Dinletir a composé pour la bande originale d’un jeu vidéo.

### Bandes-annonces de films
Le titre de la piste utilisée est indiqué dans Note.
| Année                                              | Film                  | Note          |
| -------------------------------------------------- | --------------------- | ------------- |
| 2006                                               |                       |               |
| Superman Returns                                   |                       |               |
| Da Vinci Code                                      |                       |               |
| Blood Diamond                                      |                       |               |
| 2007                                               |                       |               |
| La Vengeance dans la peau                          |                       |               |
| Harry Potter et l'Ordre du phénix                  | Out of Time           |               |
| Pirates des Caraïbes : Jusqu'au bout du monde      |                       |               |
| À la croisée des mondes : La Boussole d'or         |                       |               |
| Spider-Man 3                                       | Out of Time           |               |
| 2008                                               |                       |               |
| Quantum of Solace                                  |                       |               |
| Indiana Jones et le Royaume du crâne de cristal    |                       |               |
| The Dark Knight : Le Chevalier noir                |                       |               |
| Un jour sur Terre                                  |                       |               |
| Jumper                                             |                       |               |
| Walkyrie                                           |                       |               |
| Le Monde de Narnia : Le Prince Caspian             |                       |               |
| 2009                                               |                       |               |
| Avatar                                             | Guardians at the Gate |               |
| Twilight, chapitre II : Tentation                  |                       |               |
| Shutter Island                                     |                       |               |
| Transformers 2 : La Revanche                       |                       |               |
| Harry Potter et le Prince de sang-mêlé             |                       |               |
| X-Men Origins: Wolverine                           |                       |               |
| L'Âge de glace 3 : Le Temps des dinosaures         |                       |               |
| Star Trek                                          |                       |               |
| L'Étrange Histoire de Benjamin Button              |                       |               |
| 2010                                               |                       |               |
| Le Monde de Narnia : L'Odyssée du Passeur d'Aurore |                       |               |
| Harry Potter et les Reliques de la Mort (partie 1) |                       |               |
| Le Discours d'un roi                               |                       |               |
| Prince of Persia : Les Sables du Temps             |                       |               |
| Robin des Bois                                     |                       |               |
| Inception                                          |                       |               |
| Iron Man 2                                         |                       |               |
| Dragons                                            |                       |               |
| 2011                                               |                       |               |
| Les Aventures de Tintin : Le Secret de La Licorne  | Sands Of Time         |               |
| La Dame de fer                                     |                       |               |
| Harry Potter et les Reliques de la Mort (partie 2) |                       |               |
| Super 8                                            |                       |               |
| Pirates des Caraïbes : La Fontaine de jouvence     |                       |               |
| Mission impossible : Protocole Fantôme             |                       |               |
| A Dangerous Method                                 |                       |               |
| Transformers 3 : La Face cachée de la Lune         |                       |               |
| L'Agence                                           |                       |               |
| 2012                                               |                       |               |
| Titanic (3D)                                       |                       |               |
| The Hunger Games                                   |                       |               |
| Cosmopolis (film)                                  |                       |               |
| Hugo Cabret                                        |                       |               |
| The Artist                                         |                       |               |
| L’Âge de glace 4 : La Dérive des continents        |                       |               |
| Star Wars, épisode I : La Menace fantôme (3D)      |                       |               |
| Prometheus                                         |                       |               |
| Bel-Ami                                            |                       |               |
| Zero Dark Thirty                                   |                       |               |
| Le Hobbit : Un voyage inattendu                    |                       |               |
| 2013                                               |                       |               |
| Le Monde fantastique d'Oz                          |                       |               |
| L'Odyssée de Pi                                    |                       |               |
| Iron Man 3                                         |                       |               |
| Hunger Games : L'Embrasement                       |                       |               |
| Star Trek Into Darkness                            |                       |               |
| Gatsby le Magnifique                               |                       |               |
| Upside Down                                        |                       |               |
| Le Hobbit : La désolation de Smaug                 |                       |               |
| Gravity                                            |                       |               |
| 2014                                               |                       |               |
| Dragons 2                                          |                       |               |
| 300 : La Naissance d'un Empire                     |                       |               |
| Noé                                                | New Beginning         |               |
| 2019                                               | Avengers: Endgame     | So Say We All |
| 2020                                               | Black Widow           | We Are Gods   |

### Bandes-annonces de jeux vidéo
- Assassin's Creed, Assassin's Creed: Brotherhood ; Assassin's Creed: Revelations ; Assassin's Creed III ; Assassin's Creed IV: Black Flag (2013)
- Le Seigneur des Anneaux : La Guerre du Nord
- Halo: Reach
- Call of Duty: Modern Warfare 3 ; Call of Duty: Modern Warfare 2 ; Call of Duty: Ghosts
- Titanfall (2014)
- Tron: Evolution
- World of Warcraft
- Overwatch 2

### Jeu vidéo
En 2014, Paul Dinletir compose plusieurs pistes, dont Draconian Dream, pour le jeu vidéo Call of Duty: Advanced Warfare. L’autre partie de la bande originale est composée par Harry Gregson-Williams. Plusieurs pistes d’Audiomachine avaient déjà été utilisées pour des bandes-annonces des jeux précédents de la série.

### Vidéos promotionnelles
- Jeux olympiques de Londres de 2012 : vidéo de promotion pour la diffusion sur NBC de la cérémonie d'ouverture.
- Audi (2013, célébration pour plus de 100 ans)
- Jeux olympiques d'hiver de 2014 à Sotchi : vidéo de promotion pour la diffusion sur NBC de la cérémonie d'ouverture (pistes Deep Heart, Breaking Through et Equinox).
- Metro-Goldwyn-Mayer (2014, célébration du 90e anniversaire)